# Stictomischus bellus
Stictomischus bellus är en stekelart som beskrevs av Huang 1990. Stictomischus bellus ingår i släktet Stictomischus och familjen puppglanssteklar. Inga underarter finns listade i Catalogue of Life.